# Mela Taung
Mela Taung är ett berg i Myanmar.   Det ligger i regionen Karen, i den södra delen av landet, 300 km sydost om huvudstaden Naypyidaw. Toppen på Mela Taung är 2 080 meter över havet.
Terrängen runt Mela Taung är bergig åt nordost, men åt sydväst är den kuperad. Mela Taung är den högsta punkten i trakten. Runt Mela Taung är det ganska glesbefolkat, med 38 invånare per kvadratkilometer. I omgivningarna runt Mela Taung växer i huvudsak städsegrön lövskog.